# فاسيلي لوكا
فاسيلي لوكا (بالمجرية: Luka László)‏ هو نقابي وسياسي روماني، ولد في 8 يونيو 1898 في كاتالينا في رومانيا، وتوفي في 23 يوليو 1963 في رومانيا. حزبياً، نشط في الحزب الشيوعي الروماني. وقد انتخب عضو مجلس النواب في رومانيا.